# The Bumpers
The Bumpers – jeden z pierwszych polskich zespołów grających muzykę folk rockową, założony w 1991 roku w Białymstoku. Początkowo zespół sięgał po repertuar o silnych korzeniach irlandzkich, z czasem zaczął tworzyć własne aranżacje polskich utworów tradycyjnych. Inspiracją były takie zespoły jak The Pogues, The Waterboys czy The Ukrainians. The Bumpers z powodzeniem koncertują po dziś dzień. W 2016 roku obchodzili 25-lecie istnienia na scenie muzycznej.

## Historia
Początki The Bumpers sięgają 1989 roku. Kilku harcerzy, żeglarzy z tzw. Błękitnej Dziewiątki przy III LO w Białymstoku, pod przywództwem Alberta Żukowskiego, założyło zespół Odbijacze. Pierwsze wykonania to szanty i pieśni morskie a capella. W 1987 i 1990 Odbijacze zdobyli Grand Prix Festiwalu Piosenki Żeglarskiej „Kopyść” w Białymstoku. W 1991 roku po powrocie ze Stanów Zjednoczonych Alberta Żukowskiego i Maćka Cylwika zespół zmienia nazwę na The Bumpers. Mocny wpływ muzyki irlandzkiej, The Pogues oraz The Waterboys powoduje, że The Bumpers sięgają po instrumenty i nazywają siebie zespołem folk rockowym. W 1992 otrzymują po raz kolejny Grand Prix Festiwalu Piosenki Żeglarskiej „Kopyść” oraz zdobywają Nagrodę Specjalną i Nagrodę Publiczności na festiwalu Bazuna. Brali też udział w I Festiwalu Muzyki Ludowej "Nowa Tradycja", gdzie uzyskali wyróżnienie, a także występowali na Folk Fiesta w Ząbkowicach Sląskich. W 1993 ukazuje się pierwsza płyta wydana na kasecie magnetofonowej „Jedziem do Irlandii” znana z takich przebojów jak „Marsz irlandzki”, „Smuggler” czy „If I should fall”. W 1994 roku zespół zdobywa Nagrodę Publiczności na festiwalu Shanties w Krakowie. W 1996 roku ukazuje się płyta kompaktowa „Wiecznie zielone”, która zawiera utwory śpiewane przez publiczność na koncertach po dziś dzień: „Dziewczyna”, Kozaki”, „Rosja”, „Ameryka”. W 1997 roku zespół zagrał na dużych festiwalach muzyki folkowej w Vancouver, Mission w Kanadzie oraz w Neustadt w Niemczech. The Bumpers grali wspólne koncerty z takimi wykonawcami jak: The Dubliners, Fairport Convention, Geraldine McGowan i The Ukrainians. Wydana w 2013 roku płyta „Po polsku” to kilkanaście tradycyjnych piosenek polskich. Na płycie znajdują się hity polskiej muzyki tradycyjnej w aranżacji rockowej jak: "Matulu moja", "Czemu kalino", "Pragną oczki, pragną". Zaskoczyć może "Nocka" z repertuaru Mazowsza jako "Cyt, Cyt" i wiersz Marii Konopnickiej "Nie swatała mi cię swatka". "Z tamtej strony jeziora" to nic innego jak tradycyjna „Lipka”. Na płycie gościnnie wystąpiło kilku znanych muzyków – m.in. Beata Bartelik, Józef Kaniecki z zespołu Szela czy Andrzej Makal. Plany zawodowe członków zespołu spowodowały, że The Bumpers w ostatnich latach koncertowali rzadko, ale w 2016 roku wznowili próby i powracają z koncertami z okazji jubileuszu 25-lecia. W repertuarze The Bumpers na uwagę zasługuje płyta „Live”, na której zespół nagrywa utwory wcześniej nie publikowane: „Francuski”, „Rozprihajte”, „Żeby coś przetrwało”, Ślady Twoich stóp".

## Muzycy
Obecny skład zespołu
- Albert Żukowski – gitara, śpiew
- Maciej Cylwik – śpiew
- Piotr Jancewicz – banjo, śpiew
- Andrzej Chomaniuk – akordeon, śpiew
- Adam Górski – gitara basowa, śpiew
- Filip Górski – mandolina
- Jacek Radulski – perkusja

## Dyskografia
- 1993 - JEDZIEM DO IRLANDII - wyd. Folk Time
- 1996 - ...A ŻYWO! - wyd. Node
- 1996 - WIECZNIE ZIELONE - wyd. Polskie Radio Białystok
- 2004 - LIVE - wyd. The Bumpers (reedycja 2016)
- 2013 - PO POLSKU - wyd. The Bumpers

## Nagrody
- 1987 / Kopyść IV / Białystok / Grand Prix / jeszcze jako Odbijacze
- 1990 / Kopyść VI / Białystok / Grand Prix / jeszcze jako Odbijacze
- 1992 / Kopyść VIII / Białystok / Grand Prix
- 1992 / Bazuna XXI / Gdańsk-Sobieszewo / Nagroda specjalna im. Tomasza Czereśniaka oraz Nagroda Publiczności
- 1994 / Shanties / Kraków / Nagroda Publiczności